# Beloglottis
Beloglottis es un género de orquídeas de la subfamilia Orchidoideae. 

## Descripción
Las plantas son robustas, epífitas o rupícolas, raramente terrestres, sin pseudobulbos, con raíces carnosas y peludas y hasta siete hojas basales herbáceas, pecioladas, formando una roseta. La inflorescencia es terminal, delicada y alargada, con flores densamente acumuladas en el tercio final.
Tienen pequeñas flores tubulares, pubescentes, de color verde o violáceo con los labios de color crema, a veces teñido de verde, lateralmente unido a la columna y formando un túnel de acceso al nectario.

## Distribución y hábitat
Compuesto por siete especies, este género está distribuido por la Florida, Caribe, Centroamérica y los países del norte y noroeste de América del Sur hasta Bolivia.  Sólo una especie ha registrado su aparición en Brasil, en el estado de Mato Grosso.  Se producen desde el nivel del mar hasta los dos mil metros de altitud en las zonas tropicales abiertas.

## Taxonomía
Fue publicado por Schlechter en Beihefte zum Botanischen Centralblatt 37(2/3): 364-365 en 1920. Su lectotipo fue designado por Garay como Beloglottis costaricensis (Rchb.f.) Schltr.,  en G. Harling et B. Sparre, Fl. Ecuador 9: 253,  en 1978.
Etimología
El nombre del género proviene del griego belos que significa dardo, y glotta, la lengua, en referencia al formato de los labios de sus flores.

## Especies deBeloglottis
A continuación se brinda un listado de las especies del género Beloglottis aceptadas hasta mayo de 2011, ordenadas alfabéticamente. Para cada una se indica el nombre binomial seguido del autor, abreviado según las convenciones y usos y la publicación válida.
- Beloglottis boliviensis  Schltr. (1920)
- Beloglottis chiropterae  Szlach. (1996)
- Beloglottis costaricensis  (Rchb.f.) Schltr. (1920) = Especie tipo
- Beloglottis ecallosa  (Ames & C.Schweinf.) Hamer & Garay (1981)
- Beloglottis hameri  Garay in F.Hamer (1981)
- Beloglottis laxispica  Catling (1987)
- Beloglottis mexicana  Garay & Hamer (1981)
- Beloglottis subpandurata  (Ames & C.Schweinf.) Garay  1980)